# Hermias (apologiste)
Pour les articles homonymes, voir Hermias.
Hermias est un apologiste et philosophe chrétien du IIe siècle (les datations varient du IIe au VIe siècle).
Il n'est connu qu'au travers l'écriture d'un traité le Διασυρμός των έξω φιλοσόφων (« Satire des philosophes païens ») parfois appelé Irrisio. Ce court traité tourne en ridicule les opinions contradictoires des philosophes païens sur la nature de l'âme et de l'ordre du monde.

### Éditions
- Hermias (trad. M. Stiévenart), Mémoires de l'Académie de Stanislas - 1856, Nancy, Grimblot, veuve Raybois et comp., 1857 (lire en ligne), « Dérision des philosophes païens ».
- Hermias, Denise Joussot (dir.) et Richard P. C. Hanson (dir.), Satire des philosophes païens, Éditions du Cerf, coll. « Sources chrétiennes » (no 388), 1993, 160 p. (ISBN 978-2-204-04857-6, lire en ligne).